# Herbert Baxter Adams
Herbert Baxter Adams (16 avril 1850 - 30 juillet 1901) est un professeur et historien américain qui apporte la rigueur allemande à l'étude de l'histoire en Amérique. Membre fondateur de la Société américaine d'histoire; il est l'un des premiers professeur d'université à utiliser le séminaire pour enseigner l'histoire.

## Jeunesse
Adams est le fils du marchand de bois Nathaniel Dickinson Adams et Harriet (Hastings) Adams, et est né à Shutesbury, Massachusetts le 16 avril 1850.
Du côté de sa mère, il est un descendant de Thomas Hastings qui est venu de la région d'East Anglia en Angleterre dans la Colonie de la baie du Massachusetts en 1634.
Herbert B. Adams reçoit sa première formation dans les écoles publiques d'Amherst, dans le Massachusetts, puis à la Phillips Exeter Academy. Il est diplômé de l'Amherst College, avec un Bachelor of Arts (licence)  en 1872 et un Master of Arts en 1875.
En 1873, Adams voyage en Europe pour étudier et écrire. En 1874, il s'installe à Heidelberg en Allemagne pour poursuivre, deux ans plus tard, un doctorat en sciences politiques. Là, il est influencé par Johann Gustav Droysen et Johann Caspar Bluntschli, ce dernier devenant également son mentor. Heidelberg n'exigeait alors pas de thèse de ses doctorants, mais plutôt un examen oral, pour lequel il choisit la science politique comme domaine majeur (Hauptfach), avec deux mineures (Nebenfächer) en droit public et international et en histoire politique et culturelle. Adams réussit l'examen oral le 13 juillet 1876, summa cum laude.

## Carrière
La nouvelle université Johns-Hopkins, qui ouvre ses portes en 1876, veut apporter aux États-Unis un enseignement supérieur de style allemand. Adams est embauché comme boursier en histoire de 1876 à 1878, associé de 1878 à 1883, et est nommé professeur titulaire en 1883. On lui attribue le mérite d'avoir introduit l'étude de l'histoire dans le domaine des sciences sociales : "Adams, avec sa formation allemande, était déterminé à inaugurer à travers le système des séminaires l'étude scientifique de l'histoire basée sur un examen minutieux et critique des sources. Il espère faire de l'étude de l'histoire une matière indépendante plutôt qu'une simple branche de la littérature." .
De 1878 à 1881, Adams est également maître de conférences en histoire au Smith College. Il est ensuite membre de la New England Historic Genealogical Society, de 1881 à 1886.
À Johns-Hopkins, en 1880, Adams commence son célèbre séminaire d'histoire, où une grande partie de la génération suivante d'historiens américains est formée. Parmi ses élèves figurent Woodrow Wilson, Thomas F. Dixon Jr. et Charles McLean Andrews. En 1882, Adams fonde les "Johns Hopkins Studies in Historical and Political Science", la première de ces séries. Il est élu membre de l'American Antiquarian Society en 1881. Il provoque l'organisation en 1884 de la Société américaine d'histoire, dont il est secrétaire jusqu'en 1900, date à laquelle il démissionne et est nommé premier vice-président. Ses écrits historiques introduisent des méthodes scientifiques d'investigation qui influencent de nombreux historiens, dont Frederick Jackson Turner et John Spencer Bassett (en). Il est l'auteur de Life and Writings of Jared Sparks (2 vols., 1893) et de nombreux articles et rapports influents sur l'étude des sciences sociales.
Ses principaux écrits sont The Germanic Origin of the New England Towns; Saxon Tithing-Men in America; Norman Constables in America; Village Communities; Methods of Historical Study, and Maryland's Influence upon Land Cessions to the United States. Tous ces articles sont publiés dans Johns Hopkins University Studies in Historical and Political Science, édité par le Prof. Adams, 4 vol. (Baltimore, 1883-1986). Bien que moins connu pour ses contributions à l'histoire de l'éducation, Adams est essentiel à son développement précoce. Il édite la série circulaire intitulée "Contributions à l'histoire de l'éducation américaine", qui est imprimée et distribuée par le Bureau américain de l'éducation.
Une nouvelle classe d'experts avait besoin de nouveaux modes de formation, et ceux-ci sont dispensés par les nouvelles écoles doctorales américaines, construites sur le modèle allemand. Adams est un organisateur de premier plan. C'est le mouvement Mugwump qui promeut la réforme à Johns-Hopkins et à l'échelle nationale. Sous sa direction, la faculté et les étudiants avancés travaillent pour de nombreuses réformes, notamment la réforme de la fonction publique dans la loi Pendleton (1883), la réforme municipale avec la nouvelle charte de Baltimore (1895), la formation de travailleurs sociaux professionnels et les efforts pour résoudre les conflits du travail. Raymond Cunningham, soutient que son réformisme montre que le mouvement Mugwumps pourrait attirer des experts affirmatifs et optimistes, plutôt que de simples patriciens méfiants ou prudents.

## Dernières années
Adams est élu membre de la Société américaine de philosophie en 1886. Il obtient le diplôme LL. D. de l'Université de l'Alabama en 1891 et d'Amherst en 1899.
Adams fait un rapport au Département de l'Éducation des États-Unis sur les écoles d'été en Europe en 1896 et démissionne de la chaire d'histoire américaine et institutionnelle à l'Université Johns-Hopkins en décembre 1900, avec effet en février 1901, puis se rend en Floride.
De retour chez lui à Amherst, Massachusetts, Adams meurt le 30 juillet 1901 et est enterré à côté de ses parents et de son frère aîné au cimetière de Wildwood.
Le prix Herbert Baxter Adams de l'American Historical Association porte son nom. La chaire Herbert Baxter Adams de l'Université Johns-Hopkins est créée en son honneur.